# Salicilina
Salicina (C13H18O7) é um β-glicosil alcoólico que contém D-glicose. A salicina é um anti-inflamatório que é obtido através da extração da casca do salgueiro. A salicina está quimicamente muito relacionada ao ácido acetilsalicílico, que tem uma ação muito semelhante no corpo humano. Quando consumida, a salicina é metabolizada em ácido salicílico. O nome na (IUPAC) da molécula é 2-(Hidroximetil)fenil β-D-glicopiranoside. Ela tem a seguinte classificação e propriedades químicas:
- CAS No. 138-52-3
- Merck index 11,8293
- Peso molecular 286.28 g/mol
- Ponto de fusão 197-200 °C